# Huracán Karl (2004)
El huracán Karl fue un poderoso huracán de tipo Cabo Verde durante la temporada de huracanes del Atlántico de 2004. Fue la undécima tormenta con nombre, el octavo huracán y el sexto y último huracán mayor de la temporada de 2004. Karl se formó el 16 de septiembre, originándose a partir de una fuerte ola tropical que emergió de la costa de África. Se intensificó rápidamente, convirtiéndose en un huracán importante en dos ocasiones. Karl alcanzó su punto máximo como un fuerte huracán categoría 4 en la escala de huracanes de Saffir-Simpson el 21 de septiembre con vientos de 145 mph (230 km/h). Se debilitó a medida que avanzaba hacia el norte, volviéndose extratropical el 24 de septiembre en el Atlántico norte antes de ser absorbido por otro sistema el 28 de septiembre. La tormenta extratropical afectó a las Islas Feroe, pero no se reportaron daños allí, ni hubo muertes.

## Historia meteorológica
Karl se originó en una fuerte ola tropical que se movió de la costa de África el 13 de septiembre. La ola gradualmente se organizó mejor, y se declaró depresión tropical]] Doce' a aproximadamente 670 millas (1.080 km) al oeste-suroeste de las islas de Cabo Verde en la mañana del 16 de septiembre, ya que se dirigió hacia el oeste en el Atlántico tropical abierto siguiendo la periferia de la cresta subtropical. Esa tarde, la depresión continuó organizándose rápidamente y se mejoró a la tormenta tropical que fue nombrada Karl Debido a la salida saludable alrededor de un anticiclón de nivel superior sobre Karl y un ambiente favorable con las temperaturas más cálidas de la superficie del mar del año, la profundización rápida comenzó en la tarde del 17 de septiembre. con la tormenta desarrollando un ojo pequeño y siendo actualizado al Huracán Karl. Con agua a alrededor de 28 °C (83 °F) y cizalladura del viento baja, el ciclón continuó intensificándose rápidamente en la mañana del 18 de septiembre. La intensidad se estabilizó un poco esa tarde como un fuerte huracán categoría 2 con vientos de 110 mph (175 km/h). A última hora de la tarde del 18 de septiembre, Karl alcanzó el estatus de categoría 3, convirtiéndose en el sexto huracán mayor de 2004. El 19 de septiembre, Karl continuó fortaleciéndose, manteniendo un ojo bien definido, y fortaleciéndose ese día en un huracán de Categoría 4 con vientos de 135 mph (215 km/h) y una presión mínima de 948 mbar. A principios del 20 de septiembre, la tormenta se debilitó ligeramente como resultado de un ciclo de reemplazo de la pared del ojo, debilitándose de nuevo a un fuerte huracán categoría 3. En este momento, Karl comenzó a girar bruscamente hacia el norte en una debilidad en la cresta subtropical.
Después de que la intensificación se detuvo el 20 de septiembre debido al ciclo de la pared del ojo y al aumento leve de la cizalladura del viento, Karl rápidamente se fortaleció esa noche sobre aguas muy cálidas, y temprano el 21 de septiembre alcanzó su intensidad máxima como un poderoso huracán de categoría 4 con 145 mph (230 km/h) vientos y una presión central mínima de 938 mbar. Esa mañana, cuando Karl se movía hacia el norte, comenzó a tener lugar otro ciclo de reemplazo de la pared del ojo y aumentó la cizalladura vertical, debilitando nuevamente la tormenta temporalmente. La tendencia continuó hasta la noche, y la tormenta se debilitó a un huracán categoría 2 a principios del 22 de septiembre. La tendencia de debilitamiento se desaceleró y finalmente se estabilizó esa tarde con Karl siendo un huracán de categoría 2 cuando la tormenta giró hacia el noreste. Tarde esa noche, Karl comenzó a fortalecerse una vez más a medida que disminuía la cizalladura del viento. La intensificación continuó hasta la mañana del 23 de septiembre, cuando Karl se convirtió en un huracán importante por segunda vez, alcanzando un pico final de vientos de 125 mph (205 km/h).
Sin embargo, pronto prevalecieron las aguas más frías y el aumento de la cizalladura, y la tormenta se debilitó rápidamente, cayendo a un huracán categoría 1 a última hora de la tarde cuando la circulación de bajo nivel se separó de la circulación de nivel medio debido a la fuerte cizalladura vertical del viento del sudoeste. Temprano el 24 de septiembre, Karl continuó su camino del nordeste sobre el abierto Atlántico norte-central y continuó debilitándose gradualmente. Comenzó a entrar en contacto con la zona baroclínica y comenzó a perder características tropicales, mientras aún era un huracán categoría 1. Karl se volvió extratropical poco después sobre el Atlántico norte a aproximadamente 47°N, con sus vientos cayendo por debajo de la fuerza del huracán poco después. La tormenta extratropical tocó tierra en las Islas Feroe con ráfagas de viento con fuerza de huracán. Como una baja extratropical, el ciclón se movió hacia el noreste y hacia el este a través del Océano Atlántico Norte y el Mar del Norte, llegando finalmente a Noruega antes de ser absorbido por otra baja extratropical a fines del 28 de septiembre.

## Impacto
Karl tocó tierra en Noruega como una tormenta extratropical con vientos sostenidos cerca de 70 mph (110 km/h) y con ráfagas de viento de hasta 89 mph (144 km/h). No se informaron daños ni muertes, y ningún barco entró en contacto directo con Karl; Los vientos más fuertes reportados fueron del barco Rotterdam, que reportó vientos sostenidos de 52 mph (83 km/h) en el Atlántico norte, mientras que Karl era una tormenta de categoría 1 en transición extratropical.